# Springtoifel

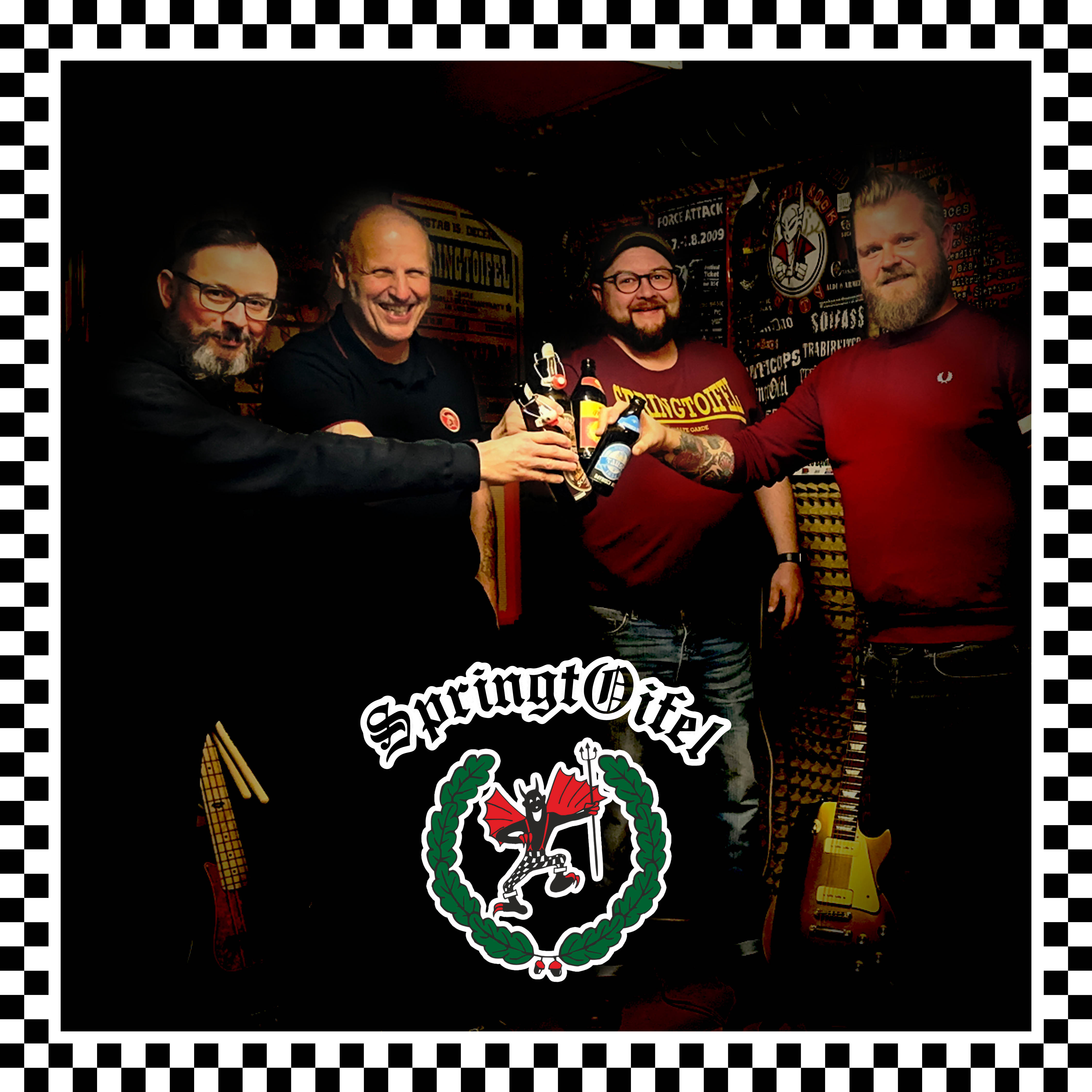
SpringtOifel 2023

Springtoifel (Eigenschreibweise: SpringtOifel) ist eine 1981 gegründete Oi!-Band aus Mainz.

## Diskografie (Auswahl)
- 1985: Tanz der Teufel (LP), We Bite Rec
- 1986: Lässige Hunde (LP), We Bite Rec
- 1988: Schwere Jungs (LP/CD), Metal Enterprises
- 1989: A&P (Single), Miesnitzdörfer & Jansen
- 1989: Ein geselliger Abend Live (LP/CD), Miesnitzdörfer & Jansen
- 1990: The great Frog'n'Roll Swindle (MC), Pogo Müller Rec
- 1991: 10 Jahre Satanische Takte (LP/CD), Dim Rec
- 1992: Live 82-92 (MC), Miesnitzdörfer & Jansen
- 1993: Brot & Spiele (Single), Miesnitzdörfer & Jansen
- 1994: Sex, Droogs& R'n'R (LP/CD), Walzwerk Rec
- 1996: 5 Mainzeldroogs in Berlin/Live (Do10"/DoCD), Walzwerk Rec
- 1997: Lied, Marsch, einfach (Pic-LP/CD), Empty Rec/Europe
- 1998: WM 98 (Single/Pic-Single), Empty Rec/Europe
- 1999: Weck,Worscht & Oi! (LP/CD), Empty Rec/Europe
- 2000: Frohes Fest & guten Rutsch (10"), Empty Rec/Europe
- 2001: Lieder aus 2001er Nacht (DoLP/DoCD), Empty Rec/Europe
- 2003: motörtOifel (Single), Empty Rec/Europe
- 2004: Ettalprednik (LP/CD), Empty Rec/Europe
- 2005: Fußballermann (EP), Empty Rec/Europe
- 2006: SpringtOifel machen Cash (Single), Empty Rec/Europe
- 2007: Engelstrompeten und Teufelsposaunen (LP/CD), Empty Rec/Europe
- 2009: Wir sind dabei / Frankenskin (Splitsingle mit The Gonads)
- 2012: 30 Jahre beste Ware (Best of Doppel-CD)
- 2018: De Deibel hippt aus de´ Kist (Das vergriffene STOI-Erst-Tape in edlem Vinyl)
- 2023: Die rechte und die linke Hand des Toifels (Split-EP mit Biertoifel)